# 에덴의 우리
《에덴의 우리》(일본어:  エデンの檻)는 야마다 요시노부가 그린 일본의 만화이다. 2008년부터 2013년까지 주간 소년 매거진을 통해 연재되었다.

## 등장인물
- 센고쿠 아키라(仙石 アキラ)
- 아카가미 리온(赤神 りおん)
- 마리야 시로(真理谷 四郎)
- 오모리 카나코(大森 夏奈子)
- 야라이 코이치(矢頼 光一)
- 이스루기 미이나(石動 ミイナ)